# Rio Curături
O Rio Curături é um rio da Romênia, afluente do Taiţa, localizado no distrito de Tulcea.